# Dynavix
Dynavix, a.s. je český výrobce automobilových navigačních přístrojů a navigačního softwaru pro PDA a mobilní telefony. Společnost byla založena v roce 2003, akciovou společností se stala roku 2006.

## Historie
Všechny produkty využívají mapových podkladů společnosti TeleAtlas, kterou vlastní nizozemská firma TomTom. Kromě navigačních programů pro PDA nebo smartphone se Dynavix zabývá výrobou samostatných, přenosných autonavigací. Od května 2008 je součástí přístrojů a programů Dynavix také navigování hlasem herce Pavla Lišky ve stylu role Františka z filmu Návrat idiota. Na přelomu února a března 2010 Dynavix získal databázi popisných čísel z údajů ČSÚ, kterou portoval do svých zařízení a získal tak 99% pokrytí popisných čísel pro Česko. V druhé polovině roku 2010 společnost představila také přístroj určený pro navigaci nákladních automobilů, model Tera Tir, který zohledňuje nosnost mostů nebo výšku podjezdů.
V obecném testu automobilových navigací Dynavix získal průměrné až podprůměrné hodnocení. Vytýkána mu byla uživatelská nepřívětivost a absence nadstandardních funkcí. Svou reputaci si však firma Dynavix napravila modelovými řadami Miro a Lyra.[zdroj?]
Nyní[kdy?] se firma Dynavix věnuje vývoji navigačních aplikací pro smartphony (Android, iOS).[zdroj?]

### Seznam produktů
- Dynavix Nano
- Dynavix Atto
- Dynavix Delta
- Dynavix Tera
- Dynavix Tera Tir
- Dynavix Miro
- Dynavix Lyra